# Kyriakos Karataidis
Kyriakos Karataidis (Castória, 4 de julho de 1965) é um ex-futebolista profissional grego, defensor, atuou por AGS Kastoria e Olympiakos, disputou a Copa do Mundo de 1994.